# 07th Expansion
07th Expansion est une entreprise basée sur le cercle d'amateurs éponyme, spécialisé dans la création de sound novels. Le cercle a été fondé par Ryūkishi07 et son petit frère Yatazakura. Ils ont débuté en tant qu'illustrateurs pour le jeu de cartes Leaf Fight (ja), un jeu basé sur les univers créés par le studio de visual novels Leaf (comme To Heart ou Shizuku), mais ils sont surtout connus pour la série de jeux When They Cry (Higurashi no Naku Koro ni, Umineko no Naku Koro ni et Kikonia no Naku Koro ni). Le nom du groupe et de l'entreprise provient d'une idée de Ryūkishi07, il a pensé que puisque le groupe était une extension de son travail, il fallait l'appeler 07th Expansion, en se référant aux jours où le groupe illustrait des cartes originales pour Leaf Fight, la participation du groupe au développement du jeu étant  à l'initiative de Ryūkishi07.

## Membres

### Actuels
- Ryūkishi07 : Scénariste, illustrateur
- Yatazakura (Petit frère de Ryūkishi07) : Scénariste
- Dai : Compositeur, débogueur

### Anciens
- BT (Meilleur ami de Ryūkishi07) : Il gérait le site web officiel et l'édition des jeux. Il est décédé le 10 juillet 2009 de maladie[2],[3].

## Travaux

### When They Cry
- Higurashi no Naku Koro ni
- Higurashi no Naku Koro ni Kai
- Higurashi no Naku Koro ni Rei
- Umineko no Naku Koro ni
- Umineko no Naku Koro ni Chiru
- Ciconia When They Cry

### Autres
- Higanbana no Saku Yoru ni
- Rose Guns Days
- Trianthology : Sanmenkyou no kuni no Alice
- Gensou Rougoku no Kaleidoscope

Ils ont aussi participé aux éditions consoles d'Higurashi produites par la société Alchemist :
- Higurashi no Naku Koro ni Matsuri sur PlayStation 2
- Higurashi no Naku Koro ni Kizuna sur Nintendo DS

Ryūkishi07 a travaillé quelques fois pour d'autres sociétés en tant que scénariste par exemple pour le visual novel Rewrite pour le compte du studio Key.

## Médiatisation
07th Expansion est apparu pendant un passage d'environ 7 minutes d'un documentaire de la NHK,. Ryūkishi07 dit sur son journal en ligne regretter cependant que le documentaire soit trop axé sur sa famille, il pense que le travail de BT n'a pas été assez montré alors que c'est un membre très important du groupe.

## Position concernant les traductions amatrices
07th Expansion considèrent les traductions amatrices comme des œuvres / travaux dérivés et ceux-ci sont tolérés. Cependant, cette autorisation ne concerne que les œuvres appartenant pleinement à 07th Expansion : par exemple, l'utilisation des images de la version PC et du script d'Higurashi no naku koro ni est acceptable mais les musiques du jeu ou encore les données des versions sur consoles du jeu, n'appartenant pas à 07th Expansion ne peuvent pas être utilisées. Cette autorisation s'applique même si l'œuvre a été licenciée dans le(s) pays où la traduction amatrice est censée être lue, par exemple, le groupe de fans Sonozaki Futago-tachi qui traduisait à l'époque Higurashi no naku koro ni a pu continuer ses activités malgré l'avertissement de MangaGamer ; 07th Expansion a autorisé à ce que les activités du groupe continuent et MangaGamer s'est excusé.